# Rosa García Ascot
Rosa García Ascot (Madrid, 8 d'abril de 1902 - Torrelaguna, 2 de maig del 2002) fou una compositora i pianista espanyola. Fou l'única dona del Grup dels vuit. Les seves composicions més importants són la Suite para orquesta, Preludio i el Concierto para piano y orquesta.
Rosa García Ascot va ser alumna de Manuel de Falla i una gran impulsora de la seva obra per a piano. Durant els seus primers anys de carrera va fer nombroses gires com a concertista de piano. Després d'aquesta època, l'exili l'allunyà dels circuits, els seus recitals van ser menys freqüents i només es van donar en circumstàncies especials. La seva mort va ser l'any 2002, un mes després de fer els 100 anys.

## Estudis musicals
Rosa García Ascot, tot i que va començar a estudiar piano molt jove, mai va assistir a un conservatori. Felip Pedrell va descobrir el seu talent, i va ser el seu mentor i amic tota la vida. Més tard, va continuar els estudis amb Enric Granados. Segons Rosita (com li agradava que l'anomenessin), de Granados va aprendre a consolidar la tècnica del pedal. Quan Granados va morir, aconsellada per Felip Pedrell, va estudiar piano i composició amb Manuel de Falla. En una carta a Felip Pedrell, Falla va dir-li això sobre García Ascot:
| «                 | Dado lo que encuentro de extraordinario en Rosita -cuya organización musical es prodigiosa, como usted dice muy bien-, hago una excepción en mi plan y desde el martes próximo empezaremos las lecciones de piano y de composición. | » |
| — Manuel de Falla | |   |

Segons aquesta carta, Falla hi va veure un talent que s'havia d'explotar i per això va ser la seva alumna tant en composició com en piano. En la mateixa carta, també parlava sobre el mètode d'estudi pel qual havia optat amb la jove pianista:
| «                 | El caso es que he de seguir con ella un método de enseñanza muy especial, partiendo de lo que ella ya sabe sin saberlo, y con cuidado que no se desoriente ni se eche a perder con cosas inútiles y aun perjudiciales, como le ocurriría seguramente de seguir una enseñanza conservatorial. De este modo estoy seguro de que tendremos un gran fruto. | » |
| — Manuel de Falla | |   |

Per altra banda, a vegades també va estudiar piano amb Turina quan Manuel de Falla no era present, però segons la jove pianista, ell va ser el seu gran mestre i sempre ves va mostrar molt orgullosa d'haver estat la seva única alumna directa.
El 1930, Rosa García Ascot conegué Jesús Bal y Gay –amb qui es casaria el 1933– en la presentació del Grup dels vuit (format per Julián Bautista, Ernesto Halffter i el seu germà Rodolfo, Juan José Mantecón, Fernando Remacha, Salvador Bacarisse i Gustavo Pittaluga) a la residència d'estudiants. Els membre d'aquest grup, format per músics de la generació del 27, volien seguir la tradició musical de Falla des d'una perspectiva nova. Segons Ernesto Halffter, aquest és el tipus de música que buscaven:
| «                  | Nosotros, los miembros del Grupo, aspirábamos a escribir una música pura, purgada del folklore pandereta, de la contaminación literaria o filosófica, de la exhibición de sentimientos primarios. Y, por elemental pudor, nada de autobiografías puestas en solfa. | » |
| — Ernesto Halffter | |   |

En aquesta etapa, García Ascot també conegué Lorca, amb qui va tenir una amistat fins a la seva mort, que mai superaria. Es diu que de Lorca va aprendre tota la música popular. L'amistat entre tots dos va ser tan gran, que Lorca va dedicar un poema a la jove pianista:
| «                       | Una vinca lucero, una rosa y un lirio negro. El lucero en el cielo, la rosa en el agua y el lirio en el viento. A la vera verita del camino de Santiago, tiembla. ¡Quiero que siga / temblando! En la espalda del río largos ritmos, negras hojas. (Y entre los juncos / la rosa.) El pastor del mediodía toca su flauta en la sombra. (Y entre los juncos / la rosa.) Para pasear el monte la tarde pinta su boca. (Y entre los juncos / la rosa.) Cúpula amarilla y viento de plata. El lirio, la sonrisa velada y la mano delgada. Cúpula amarilla y viento de plata. Cinta azul, azul y naranja, con el fleco verde limón. En la cinta azul, azul y naranja, vaya escrito este nombre: Rosa García Ascot. | » |
| — Federico García Lorca | |   |

A mitjans de la dècada dels anys 30, García Ascot se'n va anar a París, i allí va fer classes de piano amb Nadia Boulanger. També conegué Milhaud, Poulenc i Ravel.

## Exili
Durant els anys de la guerra Civil Espanyola, Rosa García Ascot viatjà a Cambridge amb el seu marit, que havia de donar classes a la universitat, i mentrestant ella va formar un cor de nens espanyols exiliats per la guerra. La jove compositora continuà component música a l'exili i fent concerts, però la seva fama a poc a poc es va apagant.
Al 1938, la parella es traslladà a Mexic DF, on García Ascot va fer classes de piano, però a poc a poc va anar deixant la música. Durant aquesta època, conegué el compositor Stravinski, amb qui mantingué una amistat durant molts anys.

## Tornada a Espanya
A l'any 1965 tornà a Espanya des de l'exili sense reconeixement ni fama, sense èxit ni record. Una vegada a Espanya, Ascot va ser oblidada i no va ser fins a l'any 90 que no es va recordar la seva carrera artística amb un concert homenatge fet a la Residencia de Estudiantes, on van fer la presentació del Grup dels vuit creat uns 70 anys enrere. Allí es van tocar obres de la compositora i del seu marit.
El 2 de maig del 2002, la compositora moria a Torrelaguna amb 100 anys i una vida plena dedicada a la música.
Després de la seva mort, a l'any 2016, es va fer un altre concert a la residència d'estudiants amb Paula Ríos al piano, que era un homenatge als compositors del grup dels vuit. Es van interpretar obres de la compositora, entre altres obres dels altres membres del grup, amb el piano que 86 anys enrere havia tocat ella mateixa.

## Obra i discografia
Gran part de la seva obra es manté inèdita. En els darrers anys s'està recuperant, i de vegades restaurant, la música que no s'ha perdut, com la de la seva Suite para orquesta (1931), que es va reestrenar el 1992. Altres títols són: Preludios i Tango para piano, la dansa per a guitarra La Española, Cielo bajo (1924) i Dos piezas para orquesta de cámara. El setembre de 2021, en el 34è Festival de Música de Lleó, José LuísTemes va dirigir totes les obres orquestrals de Rosa García Ascot, moltes de les quals s'estrenaven aleshores, en un concert que es va enregistrar per a l'edició d'un disc.
La discografia de Rosa García Ascot és molt limitada. La pianista Paula Ríos ha fet un disc amb una integral de l'obra per a piano de la compositora, i algunes obres per a piano i veu. El disc també inclou obres de Jesús Bal y Gay.
- CD Viento de plata: obras para piano y para voz y piano de Jesús Bal y Gay & Rosa García Ascot (Columna Música) interpretades per la soprano Eva Juárez i la pianista Paula Ríos.